# Gustaf Slettenmark
Gustaf Carl Wictor Slettenmark, född 22 mars 1884 i Helsingborg, död 6 mars 1963, var en svensk överdirektör.

## Biografi
Efter studentexamen 1902 och examen från Kungliga Tekniska högskolans avdelning för väg- och vattenbyggnadskonst 1907 var Slettenmark ingenjör vid Vattenbyggnadsbyrån 1907–1912, byråingenjör vid Stockholms Elverk, Untra vattenkraftsbyggnader 1912–1919, lärare vid lantmäteriundervisning 1910–1933, speciallärare vid Kungliga Tekniska högskolan från 1933, byrådirektör vid Statens meteorologisk-hydrologiska anstalt (SMHA) 1919–1935 samt överdirektör och chef 1935–1949. Han var vice ordförande i Svenska Sällskapet för Antropologi och Geografi från 1941 och ledamot av Lantbruksakademien. Slettenmark är begravd på Djursholms begravningsplats.